# Piersigia americana
Piersigia americana är en kvalsterart som beskrevs av Herbert Habeeb 1954. Piersigia americana ingår i släktet Piersigia och familjen Piersigiidae. Inga underarter finns listade i Catalogue of Life.